# روز ماري براون
روز ماري براون (بالإنجليزية: Rose Marie Brown)‏ هي ممثلة أمريكية، ولدت في 15 أبريل 1919، وتوفيت في 19 يناير 2015.